# Tephrosia nubica
Tephrosia nubica là một loài thực vật có hoa trong họ Đậu. Loài này được (Boiss.) Baker miêu tả khoa học đầu tiên.